# أفيتشي
أفيتشي (بالسويدية: Avicii) واسمه الحقيقي تيم بيرغلينغ (بالإيطالية: Tim Bergling) ويرمز إليه بعلامة (◤ ◢). هو دي جي وريمكسر سويدي ولد في 8 سبتمبر 1989 في ستوكهولم في السويد وتوفى في 20 أبريل 2018 في مسقط سلطنة عمان.
بدأ بيرغلينغ مسيرته المهنية في سن 16 عامًا، حيث قام بنشر أعماله الموسيقية من خلال المنتديات المتعلقة بالموسيقى الإلكترونية ما قاده لاحقا نحو توقيع أول عقد تسجيل له
. أول بروز له على الساحة الفنية كان في عام 2011 من خلال عمله «مستويات». ظهر أول ألبوم له تحت مسمى «ترو» سنة 2013 وهو عبارة عن خليط من الموسيقى إلكترونية ممزوجة بعناصر من أنواع موسيقية عديدة، وتلقى الألبوم في المغلب ردود فعل إيجابية عمومًا من نقاد الموسيقى. بلغ الألبوم ذروته ضمن المراكز العشرة الأولى في أكثر من خمسة عشر دولة وتصدر قوائم الرقص والتصنيفات في كل من أستراليا والسويد والدنمارك والولايات المتحدة. كان الألبوم بمثابة أحد أكثر ألبومات الموسيقى إلكترونية نجاحًا حول العالم، وتجسد النجاح فعليا وعلى أرض الواقع عبر أغنية «وايك مي أب» التي تصدرت ترتيب معظم أسواق الموسيقى في أوروبا وبلغت المرتبة الرابعة في الولايات المتحدة ضمن تصنيف بيلبورد هوت 100. لم يتأخر أفيتشي كثيرا في إصدار ثاني ألبوماته وذلك سنة 2015 وحمل الألبوم اسم ستوريز، وتواصلت سلسلة إنتاج الألبومات مع صدور (Avīci (01 عبارة عن ألبوم مصغر (EP) صدر سنة 2017، اعتبر أخر أعماله على الإطلاق. وتضمن ألبومه عددا لا بأس به من الأغاني وجاءت منها: «أي كولد بي ذا وان» مع نيكي روميرو، «يو مايك مي»، «إكس يو»، «هاي براذر»، «أديكتيت تو يو»، «ذا دايز»، «ذا نايتس»، «وايتينغ فور لوف»، «ويذأوت يو» و «لونلي توغاذر».
رغم النسق التصاعدي التي اتخذتها مسيرة الفنان في السنوات الأخيرة من حياته، فإنه وفي عام 2016، فاجئ البعض عبر إعلانه عن التقاعد من القيام بالجولات الموسيقية وبدي من الواضح أن الأسباب التي وقفت أمام هذا التقاعد هي أسباب صحية بحتة.
حسب المجلة المختصة بتصنيف الدي جي حول العالم dj mag حل أفيتشي كثالث التصنيف لعامي 2012 و2013، من ناحية الجوائز لم ينل أفيتشي أي جائزة غرامي باعتبارها أرفع الجوائز الموسيقية، غير أنه تلقى في المقابل ترشحتين لنيل الجائزة مرة عن عملهِ «الشمس الساطعة»، (بالإنجليزية: sunshine) برفقة دافيد غيتا ومرة أخرى عن أغنية «مستويات».

## نشأته
ولد تيم بيرجلينج في 8 سبتمبر 1989 في ستوكهولم السويد من كلاس بيرجلينج والممثلة أنكي ليدن. لديه ثلاثة إخوة وهم ديفيد بيرغلينغ، ليندا ستيرنر، أنطون كوربيرج أخوه غير الشقيق. تأثر في صغره كل التأثر بأخيه، الذي كان أيضا دي جي، ليبدأ في صنع الموسيقى في سن 16. في مايو 2007، وقع أفيتشي أول عقد له مع شركة تسجيلات تدعي Dejfitts Plays label.

## مسيرته الفنية

### 2006-10: مسيرة مبكرة
كان بيرغلينغ عضوًا في منتديات لايدباك لوك للموسيقى الإلكترونية، حيث هناك تعلق بالموسيقى لأول مرة وتعرف على أكبر شغف له، واستلهم من كل ذلك نمطًا موسيقيًا خاصًا به في الهاوس العميق. بحلول عام 2009 وحتى عام 2010، كان أفيتشي صاحب إنتاج غزير جدا، إنتاج تميز بالتعاقب والسرعة فائقة. فقام من جهة بإنتاج أكثر من ريمكس خلال هذه الفترة عرف منها خاصة كل من (بالإنجليزية: "Sound of Now") و(بالإنجليزية: Muja) و(بالإنجليزية: "Ryu") و (بالإنجليزية: "Even").
كانت بدايات أفيتشي مع الموسيقى خالية من هذا الاسم، بل إنه أوضح أن اسم Avicii يعني «أدنى مستوى من الجحيم البوذي» (AVīci) وأنه لم يختر هذا الاسم إلا مضطرًا، بما أنه تم استخدام اسمه الحقيقي عند إنشاء صفحة له في موقع ماي سبيس. تتالت الإصدارات عن أفيتشي إذ في عام 2010، وبعمر 21 سنة أصدر الأغنية الناجحة «سيك برومنس»، التي وصلت إلى المراكز العشرين الأولى في العديد من البلدان خاصة منها الأوروبية، وشملت بما في ذلك بلجيكا فرنسا، هولندا، والمملكة المتحدة، والسويد. في نفس العام أعاد مزج (Mix) أغنية نادية علي الكلاسيكية «رابتور» من ألبومها (بالإنجليزية: Queen of Clubs Trilogy: Onyx Edition.)، وبتاريخ أكتوبر 2010 وقع بيرغلينغ مع فريق A & R الأوروبي مع إي أم أي ميوزيك للنشر.

### 2011-12: «مستويات» والصعود العالمي

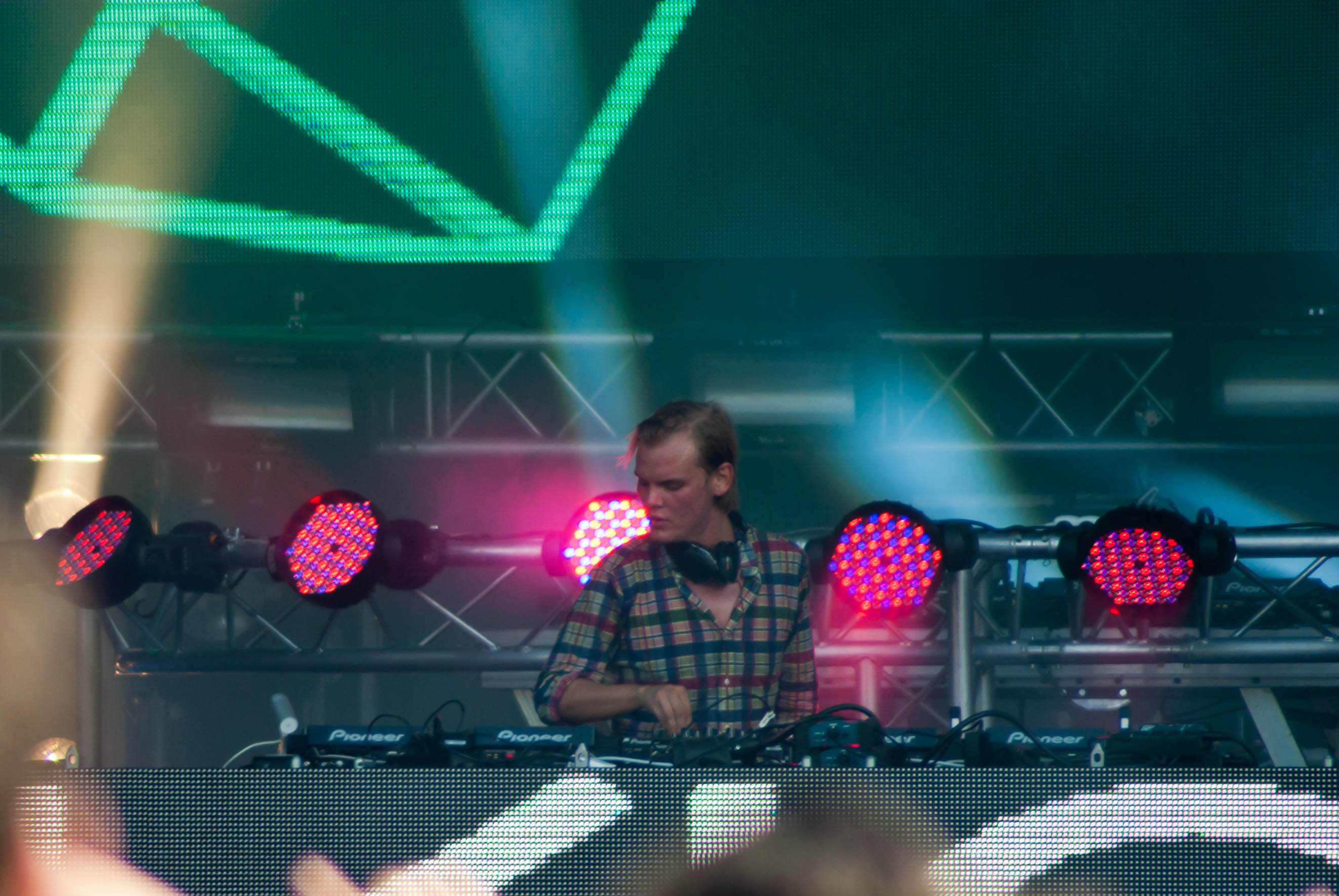
أفيتشي، باريس 2011.

في عام 2011، أصدر بيرلينغ أغنية «ليفلز»، واستخدم في إنتاجه لها عينة صوتية من أغنية «سامثينغس غات أوهولد أون مي» لإيتا جيمس التي صدرت هي الأخرى عام 1962. تم استخدام نفس العينة الصوتية لأول مرة بواسطة بريتي لايتس في أغنيته لعام 2006 بعنوان «فاينلي موفينغ». نفس العينة استعملت أيضًا من قِبل منتج درام والباس «لوجيستك» في أغنية «كول مي باك» وكذلك من قبل فلو ريدا في أغنيته «غود فيلينغ» التي أنتجتها كل من دي جي براك وسيركات. اقتحمت الأغنية عددا لا بأس به من التصنيفات الموسيقية حول العالم، فبدورها وصلت «مستويات» إلى المراكز العشرة الأولى في النمسا، بلجيكا البوسنة، كرواتيا، الدنمارك، فنلندا، ألمانيا، اليونان، أيرلندا، إيطاليا، هولندا، سلوفينيا والمملكة المتحدة، في حين تصدرت التصنيفات في المجر، النرويج والسويد.
تعتبر سنة 2012 هي المفصل الأهم في مسيرة "أفيتشي" الفنية، ففيها رشح لأول جائزة غرامي عن أغنية "سانشاين" مع دافيد غيتا ضمن فئة أفضل تسجيل رقص. وفيها شارك بمهرجان ألترا ميوزيك"في ميامي أحد أبرز مهرجانات الموسيقى الإلكترونية حول العالم بالإضافة إلى تومورولاند. وفي بداية سنة 2013، أطلق "أفيتشي" بالشراكة مع إريكسون مشروع "أفيتشي X You"، التي تم تصميمه لإنشاء أول أغنية جماعية في العالم، حيث سمح المشروع للجمهور بإرسال إيقاعات وألحان وأغانٍ كملفات صوتية عبر الإنترنت ليتم استخدامها وإنتاج أغنية عبرها، والتي نتج عنها في النهاية أغنية إكس يو.
في عام 2012 وفي إنتاج جديد له استعمل أفيتشي صوت المغنية الإنجليزية ليونا لويس وقام بدمجه في لحن «فايد إنتو دركنيس» لتنتج بذلك أغنية «كوليد». في خضم ذلك، لم يتم الإتفاق على اعتماد الأغنية ما أدى إلى جدل كبير بين الطرفين، حيث حاول بيرغلينغ منع إطلاق الأغنية. وقد تم حل المسألة في النهاية خارج أسوار المحكمة مع التنصيص على «أن ليونا لويس وأفيتشي سيعملان معًا في أغنية كوليد القادمة».
في 23 مارس 2012، عرضت أغنية «لاست سونغ» على برنامج بيت تونغ على إذاعة راديو بي بي سي 1. وصدرت الأغنية في وقت لاحق تحديدا في 27 أغسطس 2012. في مهرجان ألترا للموسيقى المقام سنويا بميامي الأمريكية، وتحديدا في نسخته لسنة 2012، شارك أفيتشي بالأساس عبر لحنين رئيسيين هما «غورل غون وايلد» (أفيتشي UMF ريمكس) مع مادونا و«سوبرلوف» مع ليني كرافيتز. كان الصدور الرسمي للأغنية أو اللحن الأول في تاريخ 20 أبريل 2012، فيما تم إصدار «سوبرلوف» مع كرافيتز في 29 مايو 2012. على إثر البلوغ والوصول إلى مليوني متابع على فايسبوك، أصدر أفيتشي أغنية جديدة بعنوان «تو ميليين» وتم طرحها كتنزيل مجاني على صفحته الرسمية على ساوندكلاود. في 27 أبريل 2012. تابع أفيتشي إنتاجه الأغاني وهذه المرة أصدر "Silhouettes".الأغنية من تأدية سالم الفقير وبلغت ذروتها في التصنيفات العالمية لتبلغ المرتبة الخامسة على قوائم أغاني الرقص البريطانية والرقم 4 في تصنيف أغاني بيلبورد هوت أندية الرقص.

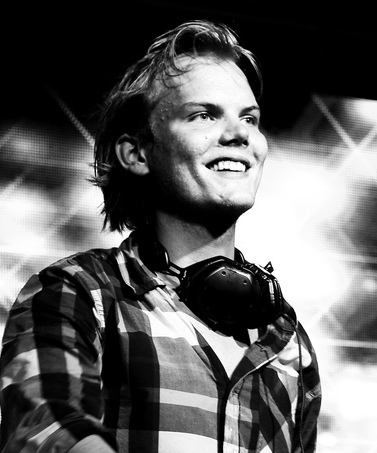
أفيتشي يؤدي في حفل في سبتمبر 2011.

كان بيرغلينغ من أبرز الحاضرين بمهرجان لولابلوزا المقام في 4 أغسطس 2012 في غرانت بارك بشيكاغو. في 12 أغسطس من نفس العام، كان الدور مع أغنية دانسينغ إن ماي هاد". والتي قام بإصدارها وتنزيلها على موقع بيتبورت. كانت الأغنية بتأدية صوت إريك تورنر. حققت الأغنية من جانبها بعض النجاح كما حققت بعض التعديلات الإذاعية من ذلك تعديل جاء بعنوان "دانسينغ إن ماي هاد" (توم هانغز Mix) وتم تنزيل الميكس في 14 أغسطس 2012 على موقع آي تيونز. بتاريخ 26 سبتمبر 2012 دخل بيرغلينغ التاريخ من خلال كونه أول دي جي يقيم عرضًا في قاعة موسيقى راديو سيتي الشهيرة على مستوى العالم إذ لم يسبق لأي منهم في السابق القيام بعروض في القاعة. خص أفيتشي عبر إقامة عرضين كاملين في 26 و 27 سبتمبر. دعمه في كل هذا مات غولدمان وكازيت في العرضين.من خلال عروضه قدم أفيتشس للجماهير عينة موسيقية لأحدث أعماله مع مايك بوسنر بعنوان "ستاي ويذ يو".
في 29 ديسمبر 2012، عرض أفيتشي العديد من الأغاني الجديدة في لايتس أول نايت، مركز دالاس للمؤتمرات، البعض منها أنتجها لأجل أول ألبوم له «ترو». والبعض الأخر من الأغاني لم ترى النور أبدًا لم يتم إصدارها بتاتًا، كانت أبرزها «ليت إت غو» و "I'll Be Gone". تم خلط أغنية "Let It Go" مع «أديكتيت تو يو» لتصبح «أديكتيت تو يو (أفيتشي by أفيتشي)».
في 29 ديسمبر 2012، صدرت أغنية «أي كولد بي ذا وان» مع نيكي روميرو. الأغنية أطلقت عن طريق شركة أفيتشي للتسجيلات LE7ELS. في 9 يناير 2013، كانت الانطلاقة مع مشروع أفيتشي إكس يو، وهو مشروع شراكة مع إيريسون وعبارة عن محاولات لإنشاء أول أغنية شعبية على مستوى العالم. فسمح للمشجعين بإرسال، مقطوعات، وألحان، وإيقاعات وغناء إلى أفيتشي كملفات صوتية عبر الإنترنت ثم وعلى إثر ذلك يتم فرزها واختيار أفضلها وما يصلح منها لتكوين هاته الأغنية الشعبية. تركبت الأغنية في ناحية الإنتاج من كل من كيان سانغ (لحن)، وناكسسي (الباسلين)، ومارتن كوبيلاس (إيقاع)، و Ханя Хакси (مقاطع)، وجوناثان مادراي، وماتيوز كولاتا، وكريستيان ويستفالن (التأثيرات). عمل أفيتشي كمنتج تنفيذي للأغنية وأنتجت رسميًا بعنوان X You، أصدارت في 26 فبراير 2013. كالعادة وكلما زاد رصيد متابعيه على الفايسبوك فإن أفيتشي يقوم بالاحتفال بذلك بطريقته الخاصة عبر إصدار أغنية لذلك، وببلوغه عدد الثلاثة ملايين متابع، أصدر أغنية «ثلاثة ملايين» كطريقة للاحتفال.
عبر مسيرته تلقى أفيتشي ترشيحين لجائزة غرامي مرة أولى عن فئة لأفضل تسجيل رقص عن عمله «Levels» وذلك في إطار حفل توزيع جوائز غرامي لعام 2013. ورشح أنذاك إلى جانب كالفن هاريس وني-يو، وسكرلكس وجون مارتن، والوالسر. وعُقد حفل توزيع الجوائز في 10 فبراير 2013.
من أواخر فبراير إلى أوائل مارس 2013، قام بجولة موسيقية في أستراليا كواحد من العناوين الرئيسية في مهرجان المستقبل للموسيقى جنبا إلى جنب مع The Prodigy و The Stone Roses. في أواخر فبراير 2013، قام بيرجلينج بأول جولة له في أمريكا الجنوبية، مع حفلات موسيقية في فنزويلا والأرجنتين وكولومبيا والبرازيل وشيلي.

### 2013:ترو

شعار أفيتشي من عام 2013: رمز الحرفان A و V لاسمه المستعار.

لم يكن عام 2013 مختلفا عما سبقه من الأعوام إذ كان حافلا بالأحداث، وكانت البداية مع شهر مارس حيث قام أفيتشي بإطلاق العديد من المقاطع الموسيقية الجديدة والتي تدخل في إطار ألبومه ترو، هذا الأخير كان من المقرر إطلاقه في شهر سبتمبر، خلال الدورة الرئيسية لمهرجان ألترا ميوزيك في ميامي. وخلال أدائه لعروضه في المهرجان كان من الواضح أن الموسيقى الجديدة تحمل صفة التجريبية بامتياز. فعلى سبيل المثال، قام أفيتشي بإحضار فرقة للعزف خلال الأغنية الجديدة «ويك مي أب» بالرغم من أن الأغنية النهائية لم تتضمن غناء أي فرقة. ولقد تلقت العديد من هذه الأغاني مراجعات نقدية متباينة بعد الحفل.

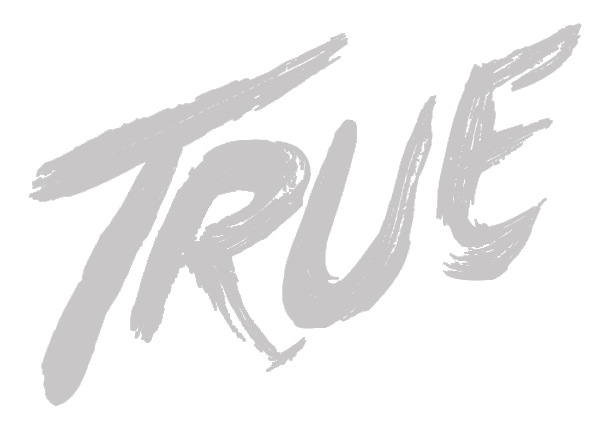
شعار ألبوم ترو لأفيتشي.

في 11 أبريل 2013، أصدر أفيتشي ألبوم مزج ترويجي (album promo mix) على ساوند كلاود. والألبوم الترويجي في الأصل كان عبارة عن مجموعة من الأغاني التابعة لألبوم ترو ممزوجة بعدد أخر من الأغاني.
أعلن كل من اتحاد الإذاعات الأوروبية و SVT (التلفزيون السويدي) في 15 أبريل أن أفيتشي، سيقوم جنبا إلى جنب مع أعضاء سابقين من فرقة آي بي بي آي وهم بيورن أولفايوس وبيني أندرسون، بتأليف النشيد الرسمي لمسابقة الأغنية الأوروبية (Eurovision 2013). ولقد تم عزف الأغنية لأول مرة في النهائي في 18 مايو.
في 14 يونيو 2013، عرضت ولأول مرة أغنية أفيتشي الجديدة «ويك مي أب»، وانطلاقة العرض كانت بالتحديد على راديو بي بي سي 1، وقد شارك بالغناء ألو بلاك، تتابعت الحملات الترويجية الأغنية لتصدر في وقت لاحق على كل من آي تيونز وشبكة الراديو بتاريخ 25 يونيو 2013. تعتبر ويك مي أب الأغنية الرئيسية من ألبوم ترو الذي صدر بدوره في 16 سبتمبر 2013. كما أنها وعلى مستوى العالم مثلت أغنية العام لسنة 2013، فكانت صاحبة المركز الأول على سبوتيفاي وسجلت رقما قياسيا جديدا بلغ مدته ما يقارب 14 أسبوعًا متتاليا بالمركز الأول في قائمة بيلبورد أغاني الرقص/الإلكترونية.أعلن لاحقا أن «ويك مي أب» أصبحت الأسرع مبيعا في المملكة المتحدة لعام 2013 بعد ما تجاوزت مبيعات النسخ منها 267,000 نسخة فقط في الأسبوع الأول من إطلاقها. في تلك الأوقات ذاع صيت الأغنية وأصبحت ذا نجاح كبير، حيث تصدرت التصنيفات في أكثر من 20 دولة بما في ذلك أستراليا وألمانيا، وإيرلندا، وإيطاليا، والسويد، وهولندا، ونيوزيلندا.
في 19 أكتوبر 2013، وفي تصنيفها لسنة 2013 لأفضل 100 دي جي في العالم، قامت مجلة دي جي بتصنيف أفيتشي في المركز 3 في قائماتها. ليصبح التصنيف في ذلك الوقت ممثلًا في هاردويل المتصدر الجديد للترتيب، يليه أرمين فان بيورن صاحب المرتبة الثانية ثم أفيتشي كثالث الترتيب. في 28 أكتوبر 2013، كان الموعد مع أحد أهم انتاجاته، أغنية «هاي براذر» من غناء وتأدية صوت دان تايمنسكي. كان بوم 10 نوفمبر، مهما هو الأخر في مسيرة الفنان، إذ فيه فاز بجائزته الأولى «لأفضل موسيقى إلكترونية» في جوائز إم تي في الموسيقى الأوروبية. موسم الجوائز في عام 2013 لم ينتهي بالنسبة لأفيتشي، ففي 24 نوفمبر 2013، فاز بجائزة الموسيقى الأمريكية لفنان موسيقى الرقص الإلكتروني المفضل.
في أواخر العام وبالتحديد في شهر ديسمبر 2013، أصدر أفيتشي أغنيته الرابعة من الألبوم الجديد وحملت تسمية "مدمن لك"، حلت الأغنية بالمركز 5 في أستراليا، الأغنية من غناء أودرا ماي، الي قامت هي الأخرى بالتأدية الصوتية لأغنية أخرتين من نفس الألبوم هما "عار علي" و "طريق طويل إلى الجحيم" "، كما أصدر أغنية "لاي مي داون"، التي هي من غناء آدم لامبرت وعزف غيتار من نايل رودجرز. في 29 ديسمبر 2013، ظهر أفيتشي مرة أخرى بعنوانه الجديد "أحلم بي" غناء من أودرا ماي، ومن غير المعروف ما إذا كان سيتم إصداره في المستقبل.

### 2014-2015: التعاونات الكبرى

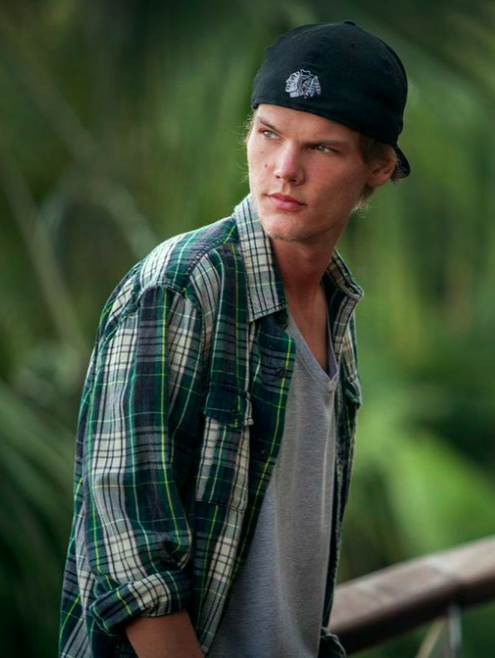
أفيتشي، 2014

في يناير 2014، أصدرت محطة إذاعة الموسيقى الفرنسية NRJ إذاعة جديدة على شبكة الإنترنت تسمى "NRJ AVICII"، والتي تبث الأغاني فقط من قبل أفيتشي.
في 8 مارس 2014، أكد حساب بيرغلينغ على إنستاجرام بقيامه بالتعاون مع مادونا. ولم يحدد تفاصيل التعاون. في 21 مارس 2014، أصدر نسخة معدلة من ألبومه ترو بعنوان True: Avicii By Avicii يحتوي على ريمكس لجميع أغاني الألبوم، باستثناء أغنية "Heart Upon My Sleeve" لأسباب غير معروفة. كان من المفترض أن يبدأ الترويج لهذا الألبوم في مهرجان Ultra Music 2014، ولكن Bergling أعلن أنه تم نقله إلى المستشفى في 28 مارس، ولم يتمكن من عزف مجموعته في المهرجان. في 28 مارس 2014، أعلن الاتحاد الدولي لكرة القدم وسوني للترفيه الموسيقي أن أفيتشي سيتعاون مع كارلوس سانتانا، ويكليف جين وألكساندر بيريس في النشيد الرسمي لكأس العالم FIFA تحت عنوان "Dar um Jeito (We Will Find a Way)". تم عزف النشيد الوطني في الحفل الختامي لكأس العالم FIFA في 13 يوليو 2014.
في عام 2014، عقب كأس العالم، أصدر أفيتشي أغنية "Lay Me Down"، كما أنتج وتعاون مع كريس مارتن من كولدبلاي، وشارك في كتابة وإنتاج أغنية "A Sky Full of Stars" من الألبوم السادس للفرقة الموسيقية Ghost Stories، الذي صدر في 19 مايو 2014. "Lovers on the Sun"، وهي أغنية من إنتاج أفيتشي شارك في إنتاجها مع دافيد غيتا، تم إصدارها في 30 يونيو 2014.
أخبر أفيتشي مجلة رولينج ستون في شهر يوليو من عام 2014 بأنه قد عمل على 70 أغنية لألبومه الجديد ستوريز، والذي سيشمل التعاون مع كل من جون بون جوفي، وسيرج تاتكين من فرقة سيستم أوف أوداون، وكريس مارتن، وويكليف جين وماتيسياهو. وتحدث أفيتشي واصفا الألبوم: «سيكون هناك الكثير من الأغاني الموجهة».
وخلال جولته الموسيقية لألبوم ترو، قام بأداء أغنية «نو بليسينغ أوومين» الفردية المرتقبة من غناء بيلي جو أرمسترونغ العضوة في فرقة الروك الأمريكية غرين داي، إلى جانب "No Pleasing a Woman" قام أفيتشي بأداء أغانٍ في طريقها للإنتاج مثل "In Love with Your Ghost" مع دانيال «دان» آدمز-راي، و"Love to Fall" مع توم أوديل و "Million Miles" مع إل بي، وهي النسخة التجريبية من أغنية «ترابيل»، من ألبومه ستوريز مع غناء من وين هيكتور.

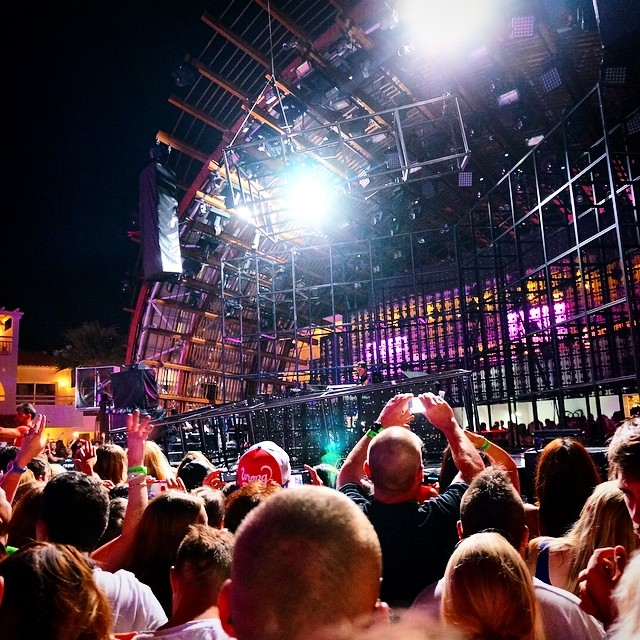
أوشوايا إيبيزا، أغسطس 2014.

تم إصدار لوز مايسيلف "، وهو تعاون بين أفيتشي والمغني الصيني وانغ ليهوم، في 1 سبتمبر 2014. في 8 سبتمبر 2014، عيد ميلاده الخامس والعشرين، قرر إلغاء جميع عروضه المتبقية لعام 2014 بسبب المخاوف الصحية. في اليوم التالي، أعلن عن طريق دينيم آند سبلاي أنه سيطلق أغنية "ذا دايز" الجديدة في وقت لاحق من عام 2014 وأظهر فيديو بعض ما تضمنته الأنية. "ذا دايز" كانت عبارة عن تعاون بين بيرجلنغ وروبي ويليامز وأطلقت بشكل رسمي في 3 أكتوبر 2014 من خلال تسجيلات PRMD، وفي 16 سبتمبر 2014 تم الإعلان من خلال إي أيه سبورتس أن أفيتشي سينتج أغنية جديدة تسمى "ذا نايتس" حصريًا على لعبة فيفا 15. في 17 نوفمبر عام 2014، أعلن رسميا أن الأغنية ستصدر كجزء من ألبوم مصغر مع "ذا دايز"
أصدر ويكليف جين في 17 نوفمبر 2014 أغنية بعنوان "Divine Sorrow" والتي شارك فيها أفيتشي.
في 2 مارس 2015، عزف بيرغلينغ في مهرجان المستقبل الموسيقى وخلال الحفل أدى أحدث أغانيه وهي عبارة عن عمل قادم يجمعه بالمغني الرئيسي لفرقة كولدبلاي، كريس مارتن. الأغنية حملت اسم «هيفن» ولكن عوض الصوت لاحقا بالمغتي «سيكون ألدوراد». تم تنزيل الكثير من الأغاني إلى الإنترنت عبر مجموعة UMF التي أنشأها أفيتشي في عام 2015. تتضمن هذه الأغاني "Heaven" و "Waiting For Love" و"For A Better Day" و "City Lights" و "Can Can Catch Me" و "True Believer" و "What Iould I Change It To "، «لا يمكن أن نحبك مرة أخرى»(سربت سابقًا على الإنترنت تحت اسم" Don't call" و" attack ".

### 2016: التقاعد من الجولات
في 15 يناير 2016، أصدر أفيتشي ريمكس لأغنية "Beautiful Heartbeat". اشتركت شركة كوكا كولا مع أفيتشي وتم الإتفاق حول إنتاج نشيد للحملة العالمية "Taste the feeling" الذي كان من تأدية كونراد سيويل. تم إصدار الأغنية في 19 يناير. في 25 يناير، تعاون بيرغلينغ مرة أخرى مع كولدبلاي للمشاركة في إنتاج أغنية "Hymn for the Weekend"، والتي تم إصدارها كأغنية ثانية من ألبوم الفرقة " A Head Full of Dreams. في عام 2016، وفقًا لتقرير صدر عن مجلة Inc. صنفت شركة أفيتشي كسادس الشركات الأسرع نموًا في أوروبا، حيث حققت إيرادات بلغت 7.7 مليون يورو في عام 2014.
في 19 مارس 2016، عزف بيرغلينغ في مهرجان ألترا للموسيقى وقدم خلال عروضه بعضا من أعماله الجديدة مثل "بدونك (غناء ساندرو كافازا)" ، «نحن نحترق (أسرع من الضوء)»، في 29 مارس أعلن بيرغلينغ على فايسبوك أنه سوف يتقاعد أداء العروض المباشرة والقيام بالجولات الموسيقية في عام 2016. في 7 أبريل 2016 أعلن بيرغلينغ أنه يعمل على ألبوم ثالث. في 3 يونيو 2016، أصدر بيرلينج تعاونه مع أوتو كنوز بعنوان "Back Where I Belong". هذا هو التعاون الثاني مع المنتج بعد أغنية "Itrack" في عام 2011.
في 15 يوليو 2016، أصدر أفيتشي ريميكس من أغنيته الخاصة «شعور جيد». كان عنوان ريمكس «شعور جيد (Avicii من Avicii)». تم إصدارها على قناة يوتيوب الرسمية لأفيتشي. في 28 أغسطس 2016، قام بأدائه المباشر الأخير في إيبيزا، قبل أن يتقاعد، بسبب مخاوف صحية.

### 2017-2018
في يونيو 2017، ظهرت المغنية البريطانية ريتا أورا على نسخة صوتية من أغنية "Lonely Together" في حدث خاص في Annabel's في لندن. "Lonely Together" كان لاحقًا ثاني أغاني ألبوم Avīci (01). في الفترة من 13 يوليو إلى 2 أغسطس، شارك أفيتشي في مقتطفات مدتها دقيقة واحدة على أنستغرام، موضحا من خلالها أنها ستكون «موسيقى جديدة قادمة جدًا (جدًا) قريبًا!».
في 10 أغسطس 2017، أفرج بيرغلينج عن ألبوم EP Avīci (01) ذي الستة أغاني. قال أفيتشي عن الإصدار: «أنا متحمس جدا للعودة مرة أخرى للموسيقى. لقد مضى وقت طويل منذ أن أصدرت أي شيء ولفترة طويلة لم أتحمس هكذا للموسيقى الجديدة! تركيزي على هذا الألبوم الأول كان للحصول على مزيج من الأغاني الجديدة والقديمة: بعض ما كان المشجعون يسألون عنه وينتظرونه في نفس الوقت صنع الأغاني الجديدة التي لم يسمعوا بها من قبل!».
في مقابلة مع بيت تونغ على BBC راديو 1، ذكر بيرغلينغ أن الألبوم المصغر هو واحد من ثلاثة أجزاء من ألبومه. في 11 سبتمبر 2017، أعلن أفيتشي عن فيلم وثائقي بعنوان Avicii: True Stories. يوثق الفيلم الوثائقي تقاعد الفنان من القيام بالجولات الموسيقية، وبعدد من المقابلات من زملائه دافيد جيتا، وتيستو، ويكليف جين، ونيل رودجرز وكريس مارتن من كولدبلاي.

## موهبته الفنية

### تأثيراته
تأثر أفيتشي بعدد من الفنانين خصوصا من وسط موسيقى الرقص الإلكترونية، وشملت تأثيراته بالأساس في دافت بانك وسويدش هاوس مافيا وإريك برايدس. وصف بيرغلينج تأثره المبكر للموسيقى الإلكترونية "بالاستماع إلى الكثير من موسيقى " دافت بانك "، حتى قبل أن أعرف أصلًا ما هي موسيقى الهاوس.

### أسلوبه الموسيقى
انطلق عمل بيرغلينج مع الموسيقى في وقت مبكر وبدايته كانت مع موسيقى الهاوس العميقة والبروغريسيف هاوس، والتي هي أنواع موسيقية تعتمد عادة على بنية رباعية الأوتار ولحن غير معقد. ظهر ألبومه الأول «ترو» بطريقة المزج بين أنواع الموسيقى المتعددة، بما في ذلك الفولكلورما. أثناء عمل الألبوم، أراد أفيتشي دمج الموسيقي الإلكتروني مع موسيقى السول، والفانك، والبلوز، والفولك والكانتري، حيث شعر أن الموسيقى الإلكترونية قد أصبحت شديدة التركيز على «الألحان القذرة». أغنيته الأولى "Wake Me Up" هي عبارة عن تقاطع لموسيقي الفولك، أشار أحد كتاب الملاحظين إلى أنه، «استغل إمكانات السوق في اختلاط بين الموسيقى الإلكترونية والكانتري». وعلق محرر Variety أن «الصوت المتميز» لـ أفيتشي كان يتألف من «النغمات المرتفعة والألحان المتحمسة». صنفه موسيقيون مثل كايغو وسكريليكس وديبلو ومارتن غاريكس وشيت كوديس كمصدر للإلهام.

## الأعمال الخيرية
بعد تحقيقه النجاح التجاري على نطاق واسع، بدأ أفيتشي العمل مع مدير أعماله والمنتج التنفيذي أش بورنوري لبدء إنجاز ما يمكن معرفته بمنزل الجياع ذلك عام 2011، والأخيرة عبارة عن مؤسسة خيرية مخصصة لتخفيف الجوع العالمي. أراد كلاهما إظهار روح العطاء التي انبثقت من مجتمع الموسيقى الهاوس. وأوضح أفيتشي في تعليقه: «أنا محظوظ جدًا لأكون في وضع يمكنني من خلاله فعل ذلك. أشعر بأنني جد محظوظ كل يوم عندما أستيقظ وأتمكن من القيام بما أحبه وكسب رزقي».نجحت بيت الجياع بالتعاون مع عدد من المؤسسات بتوزيع أكثر من مليوني وجبة مدرسية في جميع أنحاء إفريقيا. كما دعم أفيتشي الحملات ضد الاتجار بالبشر وعنف العصابات عندما أخرج مقاطع الفيديو لأغنيته "For a Better Day" و "Pure Grinding"

## اعتزاله
يبدو أن هناك علاقة غريبة تجمع «أفيتشي» بالعالم العربي، فقبل أن يتوفى في عُمان، كان قد أعلن اعتزاله، والتوقف عن إقامة الحفلات الموسيقية سنة 2016 بعد أن أقام حفلًا تاريخيًا في لبنان. وكتب حينها رسالة وداع إلى جمهوره، تضمنت: «لم يتبق سوى القليل جدًا في هذه الحياة لشخص حقيقي يختبئ وراء الفنان». إلا أن اعتزاله الناجم عن ظروف صحية، كاستئصاله الزائدة والمرارة ومعاناته المستمرة مع المرض لم تمنعه من الاستمرار بإنتاج الموسيقى بعيدًا عن المسارح والأجواء الصاخبة، كما أن رسالته تضمنت بعض الكلمات التي كانت توضح أن نيته بالاعتزال مؤقتة، حيث تضمنت: «جزء مني لا يقبل أبدًا، يمكن أن أعود ولكن ليس فورًا»، لكن «أفيتشي» وافته المنية قبل أن يتمكن من العودة.

## وفاته

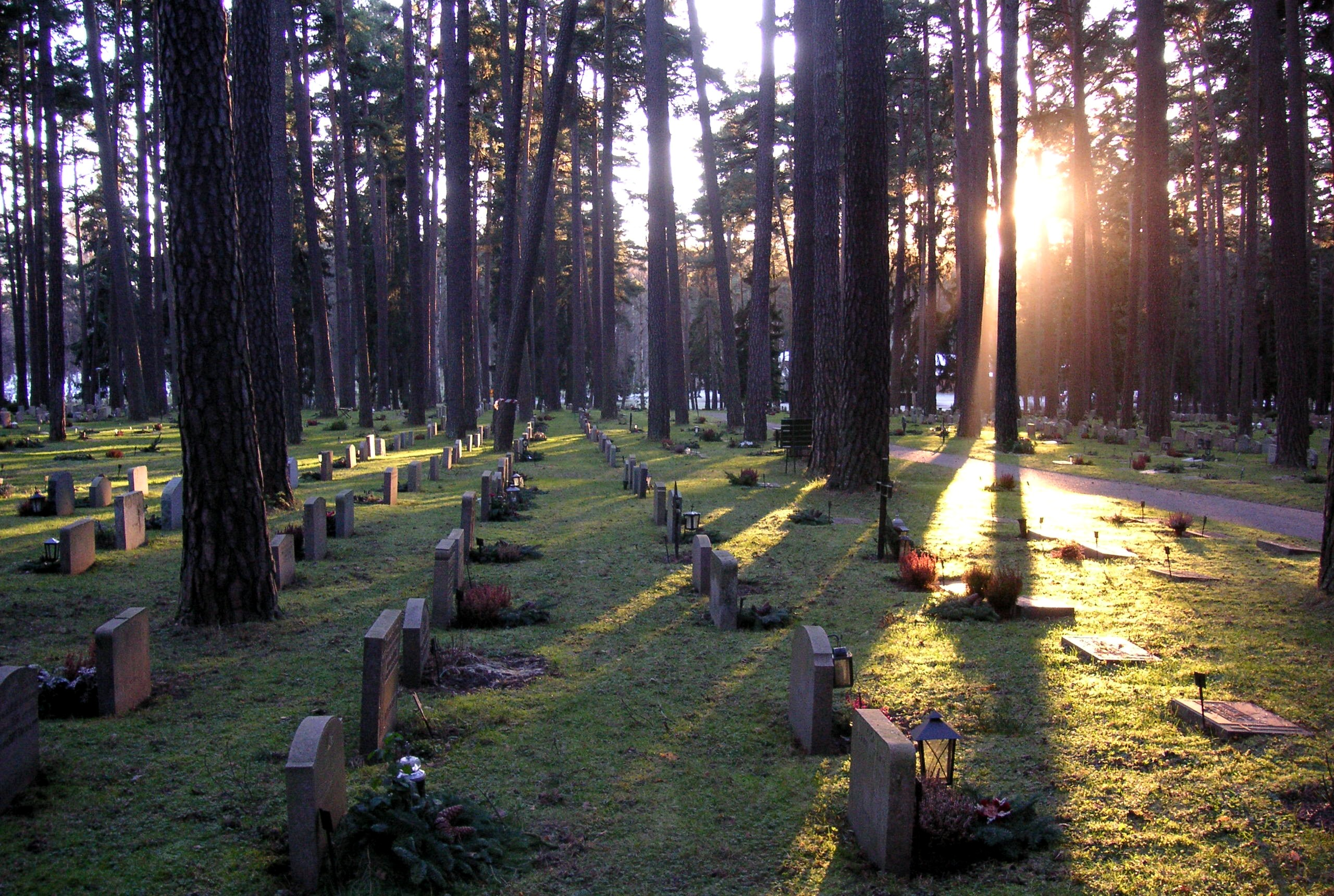
المقبرة التي أقيمت فيها جنازة تيم بيرغلينغ.

توفي أفيتشي عن عمر ناهز 28 سنة وذلك في 20 أبريل 2018 بمسقط، عاصمة سلطنة عمان. مازالت حتى الآن أسباب الوفاة مجهولة رغم ترجيح لفرضية من قبل أكثر من جهة. في عام 2017 عانى أفيتشي من عدد من المشاكل الصحية، شخص على إثرها بمرض إلتهاب البنكرياس بسبب فرط استهلاك الكحول، ما تسبب في اعتزاله إقامة الحفلات منذ ذلك.

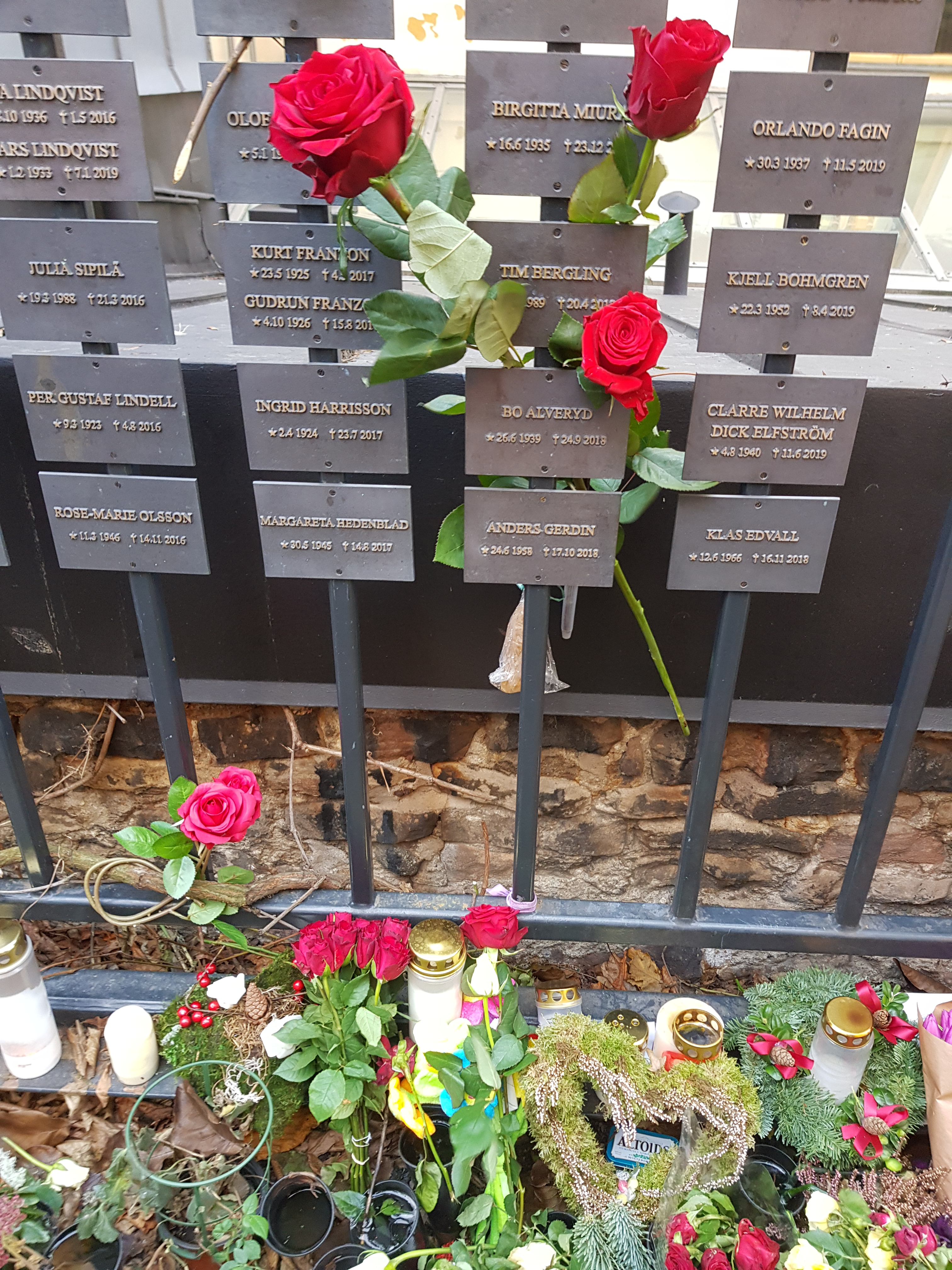
لوحة لذكرى بيرجلينغ -من بين مجموعة غيرها- في كنيسة هيدفيغ إليونورا حيث دفن.

في مساء يوم 21 أبريل 2018 أفادت الشرطة العمانية في أول تصريح لها بعد الحادثة، أنه لا توجد أية شبهة جنائية تحوم حول الوفاة دون الإفادة بأي معلومات أخرى تأكد سبب الوفاة الحقيقة للدي جي.
في 26 أبريل 2018، أطلقت عائلة أفيتشي بيانًا ذكر فيه أسباب التي أدت إلى وفاته، ولمح ضمنيًا في البيان على أن فرضية الانتحار هي الأقرب للواقع، فجاء في البيان «لقد خاض بالفعل معركة حول معنى الحياة ومعنى السعادة.لم يستطع التقدم أكثر، لقد أراد أن يجد السلام».
في 1 مايو 2018، أكدت بعض التقارير الإخبارية أولها موقع تي ام زي الأمريكي فرضية الانتحار بسبب معاناته لعدة سنوات من الاكتئاب وذلك عن طريق قطع شرايين معصمه ورقبته بقطعة من زجاجة النبيذ.

### التكريم

#### من قبل زملائه الموسيقيين
في 22 أبريل 2018، قامت فرقة ون ريبوبليك الأمريكية بتكريم بيرغلينغ من خلال أداء أغنيته الناجحة "Wake Me Up" خلال عرضهم في مومباي.
في 20 مايو 2018، أشاد الثنائي دي جي الأمريكي ذا شينسموكرز والمغنية وكاتبة الأغاني الأمريكي هالسي ببرجلينغ في حفل توزيع جوائز بيلبورد الموسيقية لعام 2018 قبل تقديم الفائز بأغنية أفضل 100 أغنية. حيث قال درو تاغارت من فرقة The Chainsmokers: «كانت وفاته خسارة كبيرة لعالم الموسيقى ولنا. لقد كان فنانًا ألهم الكثيرين من نواحٍ عديدة، وببساطة، كان يعني الكثير لنا ولكل شخص في مجتمع EDM.» ثم ألقت هالسي نقاشًا عاطفيًا حول الصحة النفسية وأكدت على حاجة الناس إلى حب ودعم بعضهم البعض.
في 21 مايو 2018، عزف Tiësto مجموعة متنوعة من أغاني بيرجلينغ في EDC لاس فيغاس. انضم إليه ألو بلاك على المسرح لأداء "Wake Me Up".
في 27 مايو، في Big Weekend على إذاعة BBC Radio 1، أشادت ريتا أورا -أحدث متعاون مع بيرغلينغ- بالدي جي الراحل، واصفة إياه بأنه «صديق جيد حقًا» والذي «غير حياتها». كما قامت ريتا أورا بتكريم مماثل خلال يوم الملك وكابيتول إف إم في سامرتايم بول.

## الأثر والإرث

### التوعية بالصحة النفسية
في 26 مارس 2019، أطلقت عائلة بيرغلينغ مؤسسة للوقاية من الأمراض العقلية/النفسية والانتحار، سميت على اسم الدي جي الراحل: مؤسسة تيم بيرغلينغ. تعمل المؤسسة على المستوى الدولي وتهدف إلى تثقيف الأشخاص والشركات حول القضايا المحيطة بالانتحار والصحة العقلية. تعمل المؤسسة أيضًا على معالجة تغير المناخ وإدارة تطوير الأعمال والحفاظ على الأنواع المهددة بالانقراض. منذ عام 2019، يزعم العاملون في صناعة الموسيقى أن وفاة أفيتشي قد أدت إلى زيادة الوعي بالصحة العقلية/النفسية في هذا المجال.

### متحف
في 9 يونيو 2020، أُعلن عن افتتاح متحف Avicii Tribute في ستوكهولم في صيف عام 2021. افتُتحت تجربة أفيتشي التي أعيد تسميتها في فبراير 2022 من قبل الأمير كارل فيليب والأميرة صوفيا مع والد بيرجلينج -كلاس- في فضاء ستوكهولم، مركز ثقافي رقمي جديد بالقرب من Sergels torg. يعرض المتحف إعادة بناء غرفة نوم الطفولة في Bergling وقصر لوس أنجلوس، بالإضافة إلى تقديم تسجيلات لأعمال Avicii الأكثر شهرة والموسيقى التي لم يتم إصدارها

## وصلات خارجية
- أفيتشي على موقع IMDb (الإنجليزية)
- أفيتشي على موقع ميتاكريتيك (الإنجليزية)
- أفيتشي على موقع روتن توميتوز (الإنجليزية)
- أفيتشي على موقع ميوزك برينز (الإنجليزية)
- أفيتشي على موقع ميوزك برينز (الإنجليزية)
- أفيتشي على موقع رولينغ ستون (الإنجليزية)
- أفيتشي على موقع أول ميوزيك (الإنجليزية)
- أفيتشي على موقع ديسكوغز (الإنجليزية)
- أفيتشي على موقع ديسكوغز (الإنجليزية)
- أفيتشي على موقع ديسكوغز (الإنجليزية)
- أفيتشي على موقع ديسكوغز (الإنجليزية)

- الموقع الرسمي
 (بالإنجليزية)
- أفيتشي على موقع فايند أغريف